# Палата национальностей
Палата национальностей (бирм. အမျိုးသားလွှတ်တော်, амьота хлуто) — верхняя палата Ассамблеи Союза — высшего законодательного органа Республики Союза Мьянма. 
Первые выборы были проведены в 2010 году. На первом заседании 31 января 2011 года председателем Палаты национальностей был избран Кхин Аун Мьин.
Вторые выборы 2015 года выиграла оппозиционная партия Национальная лига за демократию, ей принадлежит 131 из 224 мест

## Структура
Согласно Конституции Мьянмы, Палата национальностей состоит из 224 депутатов, из которых 168 — избираются непосредственно гражданами в равном количестве по 12 человек от каждого региона и штата, а 56 — назначаются командующим вооружённых сил по 4 представителя от региона или штата.